# Gai Leli
Gai Leli (en llatí Caius Lelius o Gaius Lelius) va ser un magistrat romà, general i estadista. Era amic de Publi Corneli Escipió Africanus, a qui va acompanyar en la seva campanya a Hispània (210 aC - 206 aC). Va comandar la flota romana durant l'atac a Cartago Nova i la cavalleria romana de Numídia a la batalla de Zama, contribuint decisivament a les victòries d'Escipió. Formava part de la gens Lèlia, una gens romana d'origen plebeu.

## Rerefons Familiar
Segons alguns historiadors romans, entre ells Polibi Leli era amic de Publi Corneli Escipió Africà Major des de la infància i com ell, va néixer cap al 235 aC, però els seus antecedents familiars no són clars. Titus Livi suggereix que Leli no era d'una família rica, ja que va demanar el comandament de la campanya contra Antíoc el gran en 190 aC per reparar la seva fortuna familiar.
Polibi suggereix que Leli va ser un company d'Escipió des dels seus primers dies a l'exèrcit, ja que havia estat, pel que sembla, un testimoni del rescat d'Escipió Major per part del mateix Escipio Africanus, en una escaramussa que probablement tingué lloc durant la batalla del Ticino a finals de 218 aC.
No hi ha dubte que Leli acompanyà Escipió en diverses expedicions a partir de 210 aC a 201 aC, però no va rebre la posició oficial del Senat fins al 202 aC, quan va ser nomenat finalment qüestor. Aquesta manca de reconeixement pot haver-se degut a la seva condició social relativament baixa i / o la manca de riquesa familiar i influència política.

## Carrera militar: Hispània
En la campanya Ibèrica que va durar des de 210 aC al voltant de 206 aC, el paper de Leli va ser de segon al comandament, l'únic home a qui Escipió va confiar els seus plans de prendre Ibèria. Va comandar la flota de trenta vaixells en l'assalt a Cartagena (Cartago Nova) l'any 209 aC. Després de la batalla de Cartago Nova, Escipió va enviar Leli a Roma, al càrrec d'alguns ostatges, amb la notícia d'aquesta important victòria.
Segons Polibi, Leli va comandar l'ala esquerra de l'exèrcit a la batalla de Bècula (Bailén) l'any 208 aC, on Escipió va infligir una costosa derrota a Àsdrubal Barca, que es va retirar al nord d'Iberia i passà a Itàlia. Els anys següents els va passar lluitant contra Magó Barca i la flota cartaginesa.
Durant les revoltes entre els soldats i les insurreccions de les tribus locals al voltant de 207 aC, quan Escipió va caure malalt, el paper de Leli no és clar. Titus Livi es refereix als comandants romans Silà i Luci Corneli Escipió Asiàtic el Vell (el germà petit d'Escipió) derrotant els insurgents a Hispània, sense mencionar a Leli. Tampoc és clara la seva participació en la decisiva batalla d'Ilipa l'any 206 aC.
L'any del consolat d'Escipió (205 aC), Leli va anar amb ell a Sicília, província que se li havia assignat i des d'on va dirigir una expedició al nord d'Àfrica, mentre que Escipió estava preparant les seves tropes i subministraments per a una invasió a gran escala. El propòsit d'aquesta expedició era deslligar dos aliats cartaginesos - el rei berber Sifax i el príncep númida Masinissa - dels seus compromisos. Aparentment tots dos van ser guanyats per la causa romana, però aviat Sifax va trencar la seva aliança amb Escipió, i es va unir als cartaginesos quan li van oferir una aliança matrimonial amb la bella filla d'Àsdrubal (fill de Giscó), Sofonisba.

## Àfrica
Al voltant de 204 aC, Escipió finalment va envair Àfrica. Després de diverses escaramusses, Escipió i Leli van calar foc al campament cartaginès i malgrat que van aconseguir una victòria completa a la batalla de les grans planes, no van separar Sifax de la seva aliança conjugal i política amb els cartaginesos.
Finalment, l'any 203 aC, Leli va capturar la ciutat de Cirta i va prendre Sifax viu (Batalla de Cirta). El rei va ser enviat a Roma i executat a la Roca Tarpeia.
A la batalla de Zama (202 aC), Leli va destacar al comandament de la cavalleria, col·locat a l'ala esquerra amb Masinissa a la dreta. Sense la intervenció de la cavalleria en un moment crucial, atacant els cartaginesos per la rereguarda, Escipió bé podria haver estat derrotat. Leli va ser nomenat finalment qüestor només després d'aquesta decisiva victòria. Aquest va ser el seu primer càrrec públic.

## Carrera Política
L'any 197 aC va ser edil plebeu i el 196 aC pretor de Sicília, en ambdós casos pel que sembla amb l'ajuda del seu antic comandant i vell amic. la influència d'Escipió però, no va servir perquè Leli guanyés el consolat l'any 192 aC. Finalment, l'any 190 aC va ser elegit cònsol juntament amb el germà petit d'Escipió, Luci Corneli Escipió Asiàtic, però no se li va assignar la lluita contra Antíoc III el Gran que l'hauria enriquit.
Se li va donar la Gàl·lia com la seva província, i Leli va organitzar el territori recentment conquerit a la Gàl·lia Cisalpina. Plasència i Cremona van ser repoblades.
No se li coneix cap esposa, però al voltant de l'any 188 aC, va ser pare d'un fill legítim que es convertiria en cònsol 140 aC, Gai Leli Sapiens.
Igual que altres generals romans, Leli més tard va servir a les ambaixades romanes a Macedònia (174-173 aC) i de la Gàl·lia Transalpina (170 aC).

## Darrers anys
L'any 160 aC, Leli (probablement llavors en els seus setanta anys) es va reunir amb l'historiador Polibi a Roma i li va donar una gran quantitat d'informació de primera mà sobre Escipió l'Africà. Polibi era un client del cunyat d'Escipió, Luci Emili Paul·le Macedònic (que va morir el mateix any 160 aC), i més tard es va convertir en un gran amic dels seus dos fills, en particular, Escipió Emilià (net adoptiu de l'Africà).
La mort de Leli probablement tingué lloc alguns anys després de 160 aC, però ni Titus Livi, ni Polibi en parlen.